# Maccabi Aszdod (koszykówka)
Maccabi Aszdod – izraelski zawodowy klub koszykarski z siedzibą w Aszdod. Zespół powstał w 1961 roku. Gra w Ligat winner.